# 团溪镇
团溪镇，是中华人民共和国贵州省遵义市播州区下辖的一个乡镇级行政单位。

## 行政区划
团溪镇下辖以下地区：
团溪社区、和平村、五龙村、大窝村、香山村、张王村、生产村、两路口村、福禄村、白果村和农庄村。